# NK Novalja
NK Novalja je nogometni klub iz Novalje.

## Povijest
Nogometni klub Novalja osnovan je 1994. godine. Do 1998. bila je u četvrtoj ligi. 2001. je ušla u drugu ligu. Najveći uspjeh klub je osvajanje naslova prvaka Druge lige – Jug 2004./05. Igrali su kvalifikacije za popunu Prve HNL te sezone 2004./05., u kojima su izgubili od Cibalije, a kasnije u razigravanju od Marsonije. Predsjednik kluba tada je bio Ivan Dabo, te je Novalja ujedno bila jedini drugoligaš s Paga. U tom razdoblju vodio ih je uz kratke stanke Ivica Datković.
Legende kluba su dvojica Brazilaca: Sergio i Clenio koji su ostavili značajan trag i u drugim klubovima. Od ostalih poznatih igrača u Novalji su igrali trenutačni igrači Hajduka Drago Gabrić i Mirko Oremuš, kapetan Croatije Sesvete Vladimir Petrović, te Dragan Tadić, koji je igrao za Rijeku kada je dva puta osvojila Hrvatski nogometni kup, zatim Ferdo Milin, Patrice Kwedi, Veldin Karić, Slavko Ištvanić i bivši hrvatski mladi reprezentativac Fulvio Poropat.
Kvalitetan rad trenera Ivice Datkovića koji je u klubu od njegovog osnutka sve do sada uz polugodišnji prekid kada je trenirao NK"Zadar" prepoznali su i neki prvoligaški klubovi, a među njima najviše Hajduk te svoje mlade i perspektivne igrače često šalje na posudbu. Na posudbi u Novalji bila su dvojica igrača Hajduka: Lovre Kalinić (2009. – 2010.) i Roko Španjić.  
Trenutačno se natječe u 3. HNL – Zapad.

## Hrvatski kup
Sezone 2001./02. u pretkolu je izbacila Lučko, u šesnaestini završnice Cibaliju, a u osmini završnice na jedanaesterce ispali su od Topolovca.
Sezone 2002./03. u pretkolu izbacila je Bedem, a u šesnaestini završnice ispala je od Šibenika.
Sezone 2006./07. u pretkolu izbacila je Dragovoljca, a u šesnaestini završnice ispala je od Zagreba.
Sezone 2007./08. u pretkolu je ispala od Ogulina.
Sezone 2008./09. u pretkolu ispala je od Metalca iz Siska.
Sezone 2010./11. u pretkolu ispala je od Nosterije.
Sezone 2011./12. u pretkolu ispala je od Mladosti iz Petrinje.
2012. izborila je pretkolo Hrvatskog kupa 2012./13., gdje su izgubili 26. rujna 2012. od Osijeka kod kuće s 0:1.
2013. izborila je pretkolo Hrvatskog kupa 2013./14., ali je odustala od natjecanja.